# ريان سوليفان (رسام)
ريان سوليفان (بالإنجليزية: Ryan Sullivan)‏ هو رسام أمريكي، ولد في 1983 في نيويورك في الولايات المتحدة.